# Porta Santa Margherita
Porta Santa Margherita è una porta della cinta muraria di Atessa situata nel quartiere Santa Croce.

## Descrizione
La porta è di incerta datazione, infatti per alcuni venne costruita nel VI secolo mentre per altri risale all'XI secolo. Nel XIV secolo venne eretta la chiesa di Santa Margherita adiacente alla porta da cui prende il nome. Nel XV secolo la porta ed il relativo sito vengono adibiti a presidio militare nella zona del carcere. Nello stesso periodo subì delle modifiche architettoniche con l'inserimento della balaustra e delle feritoie. Nel XX secolo la porta fu oggetto di una ristrutturazione conservativa che la rese un bellissimo esempio di architettura pre-angioina.